# HNB (밴드)
HNB는 2017년 해피 페이스 엔터테인먼트가 결성한 대한민국의 보이 밴드이다.

## 구성원

### 데뷔 구성원
- 우진영
- 박우담
- 정유준
- 김현수
- 조용근

### 이전 구성원
- 정원철
- 박형진
- 이종민
- 조윤철
- 윤재의
- 원현식
- 김준형
- 김정우
- 코스케

## 디스코그래피

### EP
- Present - 2018년 7월 14일

### 싱글
- 빛이 될게 - 2017년
- 설레고 난리 - 2018년
- 너 참 예쁘다 - 2018년